# Valsos sentimentals i Valsos nobles (Schubert)
Franz Schubert va escriure uns cent valsos per a piano sol. Entre ells, destaquen dues col·leccions que són els 34 Valsos sentimentals (Op. 50, D. 779) i el 12 Valsos nobles (Op. 77, D. 969).
La música per a piano de Schubert trigà a tenir un lloc destacat dins el repertori estàndard de la literatura de piano. Fins al començament del segle XX la seva producció per a piano sol sovint rebia la crítica que era música de saló.
El Valsos sentimentals foren escrits l'any 1823, i el Valsos nobles es creu que són posteriors, de l'any 1827, l'any abans de la mort del compositor, tot i que el manuscrit està sense data.